# Q*bert

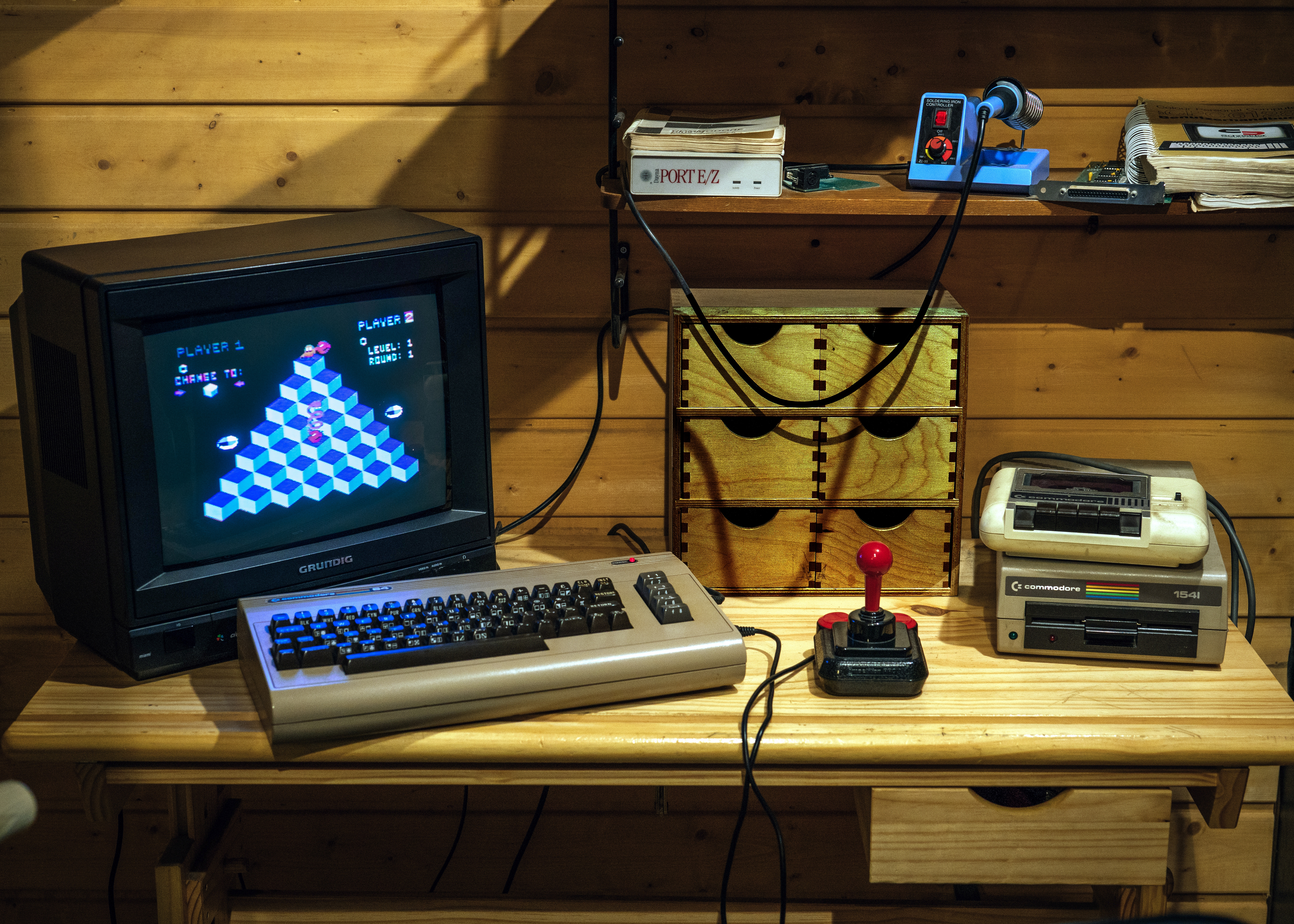
Q*bert auf einem Commodore 64

Q*bert [ˈkjuːbərt] ist ein als Spielautomat gestaltetes Videospiel, das von dem Automatenhersteller D. Gottlieb & Co. entwickelt und im November 1982 veröffentlicht wurde. Es ist ein Actionspiel mit Puzzleelementen, das zur Darstellung eine isometrische Third-Person-Perspektive verwendet und nach der gleichnamigen Spielfigur benannt ist. Das Spiel wurde von Warren Davis entworfen und programmiert. Die Grafiken erstellte Jeff Lee und für die Sounderzeugung war David Thiel verantwortlich.
Q*bert erhielt nach seiner Veröffentlichung positive Kritiken und wurde ein Jahr später für das „am meisten gespielte Automatenspiel“ nominiert. Gottlieb erzielte mit dem Verkauf seiner Q*bert-Spielautomaten einen geschätzten Umsatz von 57,2 Millionen US$. Der Erfolg von Q*bert führte zu seiner Portierung auf Spielkonsolen und Heimcomputer. Zudem erschienen Videospiele, die das Spielprinzip nachahmten. Außerdem waren Fanartikel wie Sammelfiguren, Brettspiele und Spielzeug erhältlich. Die Berichterstattung über Q*bert in bekannten Zeitungen und Zeitschriften wie USA Today, Glamour und The New Yorker unterstrich seine Popularität. Die Spielfigur Q*bert war in den Jahren 1983 und 1984 Teil einer Zeichentrickserie. Im Jahr 1984 war das Spiel im Kinofilm Moskau in New York zu sehen, der von Columbia Pictures, dem Rechteinhaber von Q*bert, produziert worden war. Später folgten weitere Auftritte Q*berts in Kinofilmen sowie Remakes des Spiels für moderne Spielplattformen.

## Spielprinzip

Das Spielfeld von Q*bert ist eine Pyramide aus 28 isometrisch dargestellten Würfeln. Die Pfeile zeigen die möglichen Bewegungsrichtungen der Spielfigur, deren momentane Position hier durch einen schwarzen Punkt markiert wird.

Farbwechsel des angrenzenden Würfels, auf den die Spielfigur gesprungen ist, deren momentane Position hier jeweils durch einen schwarzen Punkt markiert wird.

Die gleichnamige Spielfigur Q*bert befindet sich zu Beginn jeder Runde an der Spitze einer Pyramide aus 28 Würfeln, die in isometrischer Third-Person-Perspektive dargestellt sind. Der Spieler kann Q*bert mithilfe eines Vier-Wege-Joysticks zu unmittelbar angrenzenden Würfeln steuern, wobei sich deren Farbe ändert, sobald sich die Spielfigur auf einem solchen befindet. Von dort wiederum kann zu einem weiteren angrenzenden Würfel gesprungen werden, der daraufhin ebenfalls seine Farbe ändert, falls Q*bert ihn zuvor noch nicht betreten hat. Ein Sprung von der Pyramide führt zum Tod Q*berts. Sind alle 28 Würfel besucht und damit eingefärbt worden, gelangt der Spieler zur nächsten Runde und nach jeweils vier Runden zum nächsten Level. In den ersten Runden genügt es, jeden Würfel nur einmal zu besuchen. In späteren Runden muss jeder Würfel von der Spielfigur mindestens zweimal besucht werden, um ihm die gewünschte Farbe zu verleihen. Ab dem dritten Level wechseln die Würfel bei jedem Kontakt mit der Spielfigur ihre Farbe, was das einheitliche Einfärben aller 28 Würfel zusätzlich erschwert.
Der Spieler wird von anderen Kreaturen, die nach und nach in das Spiel eingeführt werden, beim Umfärben der Würfel behindert. Berührt Q*bert etwa einen Feind in roter oder lila Farbe, verliert er – begleitet von einem unverständlichen Fluch – augenblicklich ein Leben. Ist eine Kreatur dagegen grün, kann Q*bert auf sie springen und damit von der Pyramide stoßen. Die einzelnen Feinde sind:
- Coily – Der Erzfeind Q*berts erscheint zunächst als lila Ei an der Spitze der Pyramide. Es fällt dann die Würfel herunter und verwandelt sich schließlich auf der untersten Ebene der Pyramide in eine Schlange. Diese in ihrer Form einer Sprungfeder ähnelnde Kreatur verfolgt Q*bert anschließend von Würfel zu Würfel über das gesamte Spielfeld.[4] Springt Q*bert jedoch auf eine der mehrfarbigen Scheiben, die neben der Pyramide schweben, wird er zum obersten Würfel der Pyramide befördert, wohingegen die ihm nachstellende Schlange in die Tiefe stürzt und sämtliche Feinde mit sich reißt. Die Scheibe ist nach ihrer Benutzung nicht mehr vorhanden, Coily und die anderen Feinde kehren jedoch nach kurzer Zeit wieder auf das Spielfeld zurück.[6]
- Ugg und Wrong-Way – Zwei lila Kreaturen, die auf eschereske Weise auf den vertikalen Seiten der Würfel entlang hüpfen und dabei unverständliche Laute von sich geben.[7] Sie beginnen entweder in der unteren linken oder unteren rechten Ecke, bewegen sich dann zufällig weiter nach oben bis zum rechten respektive linken Rand der Pyramide und fallen anschließend von ihr.[3]
- Slick und Sam – Zwei grüne Kreaturen, die die Pyramide zufällig heruntersteigen und dabei Würfel umfärben, deren Farbe bereits geändert wurde. Sie geben dabei unverständliche Laute von sich.[3][6][7]
- Roter Ball – Ein roter Ball, der die Würfel herunterfällt und die Pyramide anschließend verlässt.[6]

Springt Q*bert auf einen grünen Ball, werden für einige Sekunden alle Feinde eingefroren, währenddessen er ungestört die Farben der Würfel ändern kann.
Mit dem Umfärben der Würfel und weiteren vom Spieler ausgeführten Aktionen können zusätzlich Punkte erzielt werden. Solche Punkte werden neben dem Farbwechsel (15 oder 25) für das Eliminieren von Coily mithilfe einer Scheibe (500), jede unbenutzte Scheibe am Ende einer Runde (50) und das Springen auf grüne Bälle (100) beziehungsweise auf Slick oder Sam (jeweils 300) vergeben. Zudem gibt es Punkte für das Abschließen einer Runde, beginnend mit 1000 Punkten für die erste Runde. Dieser Wert erhöht sich für das Abschließen jeder weiteren Runde um 250 bis zu einem Maximum von 5000. Das Erreichen gewisser Punktezahlen, die vom Spielautomatenbetreiber ausgewählt werden können, führt zu Extraleben für die Spielfigur.
Die Kombination aus schneller Aktion und gleichzeitigem Lösen von kniffligen Problemstellungen zum Umfärben der Würfel macht Q*bert zu einem Actionspiel mit Puzzleelementen.

## Entwicklungsgeschichte

Ein Bild von Würfeln war Inspiration für die Entwicklung von Q*bert.

Q*bert-Entwickler Warren Davis schreibt in einem Buch Creating Q*bert – and Other Classic Video Arcade Games, dass er im Frühling 1982 auf der Suche nach einem Thema für ein Videospiel gewesen sei. Zuvor hätte er als seine erste Aufgabe nach seiner Anstellung beim Flipper- und Videospielautomatenhersteller Gottlieb als Programmierer an einem unveröffentlichten Videospiel mitgearbeitet. Nachdem er auf dem Bildschirm seines Entwicklerkollegen Kan Yabumoto ein Muster aus bunten Würfeln im Stil von M. C. Eschers Kunst gesehen habe, das aus einer isometrischen Perspektive zu sehen gewesen sei, habe er beschlossen, ein Videospiel mit einer derartigen Grafik zu entwickeln. Dafür hätten gesprochen, dass lediglich das im Jahr 1982 für Spielautomaten erschienene Videospiel Zaxxon bis dahin eine isometrische Perspektive verwendet habe, ein Würfelmuster speichereffizient sei und Davis die Gravitationskraft bei einem Videospiel als Herausforderung habe berücksichtigen wollen.
Davis beschreibt den Entwicklungsprozess von Q*bert als evolutionär und agil: Gameplay-Elemente seien nach und nach hinzugefügt worden, ohne dass ein abgestimmtes Lastenheft vorgelegen habe. Die Entwicklung bei Gottlieb habe in einer offenen Atmosphäre stattgefunden, jeder habe die Arbeit der anderen sehen und kommentieren können. Die Entscheidungen, welche Ideen letztlich umgesetzt wurden, hätte jedoch Davis allein getroffen. Dabei hätten nicht nur die Beschränkungen durch die Ausführungsgeschwindigkeit des Mikroprozessors und des vorhandenen Speicherplatzes eines Rolle gespielt, sondern auch, dass er alles so einfach wie möglich habe halten wollen.

### Spielidee und Umsetzung
Warren Davis hatte zunächst die Idee, als Animation einen Ball die Würfel zufällig herunterfallen zu lassen. Für das Herunterfallen eines Balls um einen Würfel nach unten gibt es zwei Möglichkeiten: nach links oder rechts. Alle möglichen Wege für das Herunterfallen von demselben Würfel ganz oben zu einem Würfel ganz unten markieren eine Pyramide von Würfeln, die Davis als Grundlage für sein Spielfeld wählte. Er entschied sich dabei für einen vertikal ausgerichteten Bildschirm, um eine Pyramide mit sieben horizontalen Würfelreihen zu erhalten. Nach der Implementierung seiner Idee war die Animation eines Balls zu sehen, der unter Berücksichtigung der Gravitationskraft eine Pyramide aus Würfeln herunterfällt. Der Weg des Balls wurde vorher mithilfe eines Pseudozufallszahlengenerators bestimmt. Während eines Falls wird das Auftreffen des Balls auf einen Würfel erkannt. Von der untersten Würfelreihe fällt der Ball aus dem Spielfeld.
Davis war mit der Animation sehr zufrieden, bemerkte aber, dass das Auftreffen des Balls auf einen Würfel unnatürlich aussah, da der Ball in diesem Moment keine Stauchung zeigte. Daraufhin bat er Jeff Lee – Gottliebs Grafikdesigner – eine Grafik des Balls anzufertigen, die ihn gestaucht darstellt. Mit dieser änderte Davis die Animation, so dass der gestauchte Ball zum Auftreffzeitpunkt dargestellt wird. Gottliebs Mitarbeiter hätten anschließend die Animation als „cool“ bezeichnet.
Um die Animation zu einem Spiel weiterzuentwickeln, benötige Davis Grafiken zur Darstellung der vom Spieler gesteuerten Spielfigur und wandte sich dazu an Lee, der verschiedene Figuren entwarf. Davis wählte einen orangefarbenen Ball mit Beinen, Augen und einer zylinderförmigen langen Nase, aber ohne Arme aus, der ihn ansprach. Lee hatte angenommen, dass aus der Nase Projektile verschossen würden. Diese Idee verwarf Davis als technisch zu anspruchsvoll. Anschließend kreierte Lee Grafiken für alle Posen der Spielfigur, dabei solche, die die Knie der Spielfigur leicht angewinkelt zeigen, um deren Auftreffen auf einen Würfel überzeugend darstellen zu können.

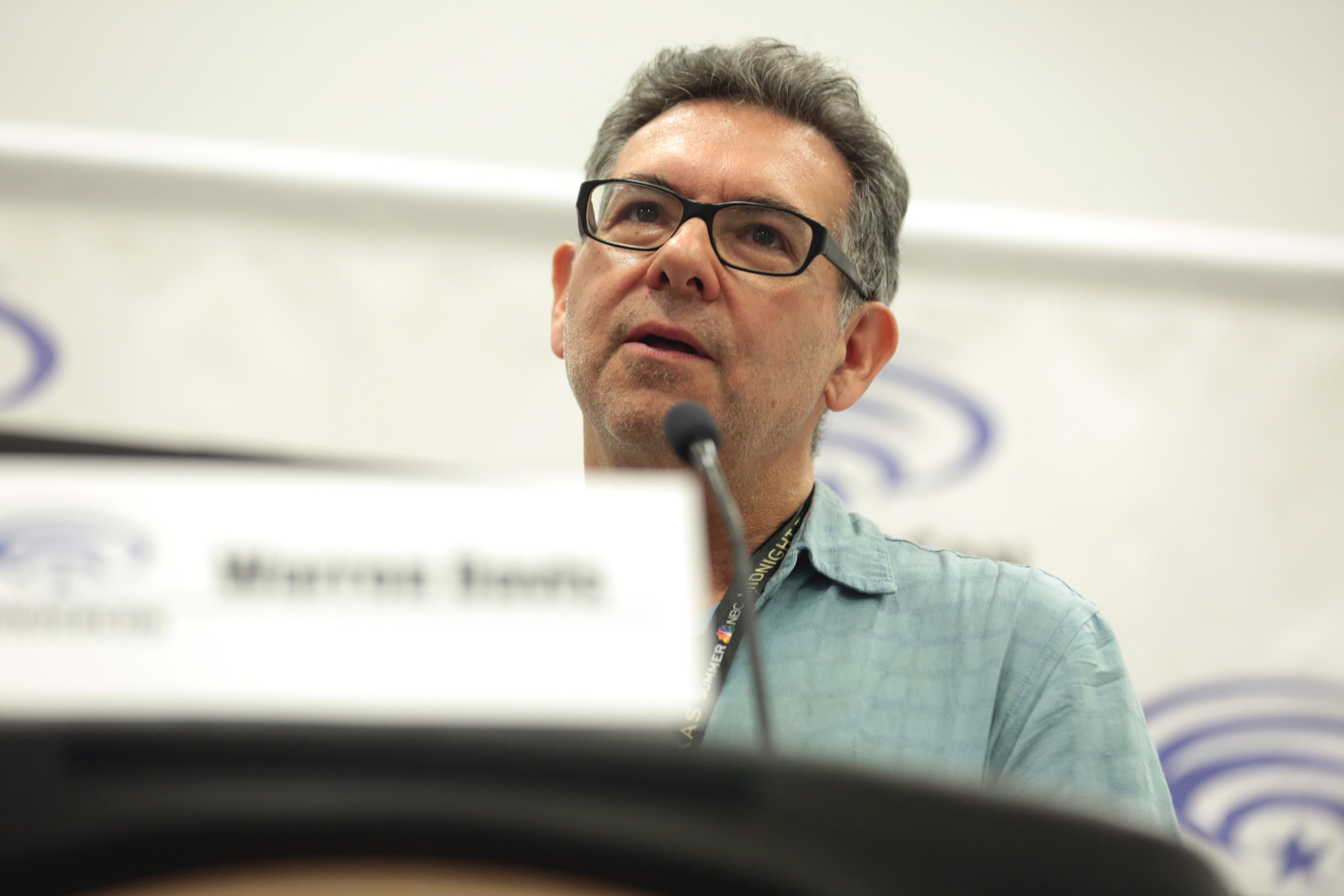
Warren Davis 2017

Danach implementierte Davis die Joystickabfrage, um die Spielfigur von Würfel zu Würfel steuern zu können. Dafür benötigte er einen diagonal bewegbaren Vier-Wege-Joystick. Da Gottlieb ihm einen an einen quadratischen Kasten montierten Joystick zur Verfügung stellte, der sich nur parallel zu den Kanten des Kastens bewegen ließ, benutzte er den Joystick, indem er den Kasten um 45° drehte. Davis benötigte eine Weile für das Programmieren einer physikalisch korrekt aussehenden Animation der Spielfigur.
Danach entschied er, dass ein Fall der Spielfigur von der Pyramide zu deren Tod führt. Die Vermeidung dessen wurde somit ein Gameplay-Element des Spiels. Als Nächstes programmierte Davis die Erkennung einer Kollision zwischen einem Ball und der Spielfigur. Damit wurden Bälle für den Spieler gefährlich und das Ausweichen vor ihnen ein weiteres Gameplay-Element. Davis schätzt, dass er bis zu diesem Zeitpunkt zwei bis drei Wochen an seinem „Programmierexperiment“ gearbeitet habe, das bisher nicht Teil eines offiziellen Projekts war. Als er spät abends noch bei Gottlieb war und seine Kreation ausprobierte, um herauszufinden, was er als Nächstes implementieren könnte, setzte sich Ron Waxman – Technik-Direktor bei Gottlieb – hinter ihn und sah ihm zu. Waxman schlug vor, dass die Würfel ihre Farbe ändern, wenn die Spielfigur auf ihnen landet. Davis habe sofort gewusst, dass Waxman auf etwas gestoßen sei und so sein „Programmierexperiment“ zu einem Spiel geworden war. Kurz danach wurde die Entwicklung vom The Cubes Game – wie es Davis bisher nannte – ein offizielles Projekt bei Gottlieb und Davis nahm dafür die Rolle des Projektleiters an.
Die Entscheidung, dass als Gameplay-Element die Oberseiten der Würfel in eine einheitliche Zielfarbe umgewandelt werden müssen, gab dem Spiel seine Struktur, aus der sich weitere Gameplay-Elemente ableiteten: der grüne Ball; Slick und Sam; die Schlange Coily, deren Aussehen von Lee gestaltet wurde. Lee schlug weiterhin Feinde vor, auf die die Gravitationskraft horizontal wirkt und die sich somit auf den vertikalen Würfelseiten bewegen. Davis fand Lees Idee irrsinnig, wenngleich visuell ansprechend. Davis wusste nicht, wie er sie implementieren sollte. Sie ließ ihn dennoch nicht los und er dachte stetig weiter über eine Lösung nach. Der Erfolg stellte sich schließlich mit der Implementierung der beiden Feinde Ugg und Wrong-Way ein. Anschließend kamen weitere Gameplay-Elemente zum Spiel hinzu und mehr Mitarbeiter von Gottlieb spielten es, wobei für einige der um 45° gedrehte Joystick ungewohnt war.
Gottliebs Sounddesigner David Thiel stieß nun zum Projekt hinzu. In enger Zusammenarbeit mit Davis programmierte er die Geräusche für das Spiel. Da die Spielfigur vom Spieler Empathie abverlangte, sollte sie, wenn sie stirbt, einen Ausruf von sich geben, zeitgleich mit ihrer in diesem Moment sichtbaren Sprechblase. Für die Sprachwiedergabe war ein Sprachsynthese-Chip vorhanden, der den Sound eines Worts aus aneinandergereihten Phonemen erzeugen konnte. Da Thiel mit dem Chip schlechte Erfahrungen gesammelt hatte – der Sound war unnatürlich und unter Umständen nicht korrekt – ließ er ihn für diese Anforderung eine zufällige Folge von Phonemen ausgeben, was einen unverständlichen Ausruf zur Folge hatte. Dieser Ausruf ist zu hören, wenn die Spielfigur stirbt oder sich die Feinde Slick oder Sam respektive Ugg oder Wrong-Way auf der Pyramide befinden. Ansonsten verwendete Thiel den Chip nur für die Ansagen „Hello, I’m turned on“ nach dem Einschalten des Spielautomaten und „Bye-bye“ nach der Eingabe der Initialen eines Spielers in die Highscore-Tabelle.

### Entwicklungssystem
Das Entwicklungssystem bei Gottlieb für Q*bert und andere Videospiele wurde von Intel hergestellt. Der 8088-Mikroprozessor auf der Platine des Spielautomaten wurde dafür durch einen auf den Prozessorsockel passenden Stecker ersetzt und dieser über ein Kabel mit einem kompatiblen Mikroprozessor im Entwicklungssystem verbunden, der zusätzliche Entwicklungswerkzeuge bot. Innerhalb Gottliebs wurde es The Blue Box genannt, da es ein königsblaues Gehäuse hatte. Als Speichermedien wurden biegsame Disketten verwendet. Programmiert wurde in Intel-Assembler. Da die Spielautomatenhardware keine Unterstützung für Berechnungen mit Gleitkommazahlen bot, mussten bei Bedarf Werte mathematischer Funktionen wie beispielsweise der Sinusfunktion vom Mikroprozessor berechnet werden, was relativ viel Zeit in Anspruch nahm. Generell wurden beim Programmieren die für die Ausführung eines Programmabschnitts benötigten Mikroprozessortakte gezählt und durch Optimierung des Quellcodes minimiert.

### Feinabstimmung

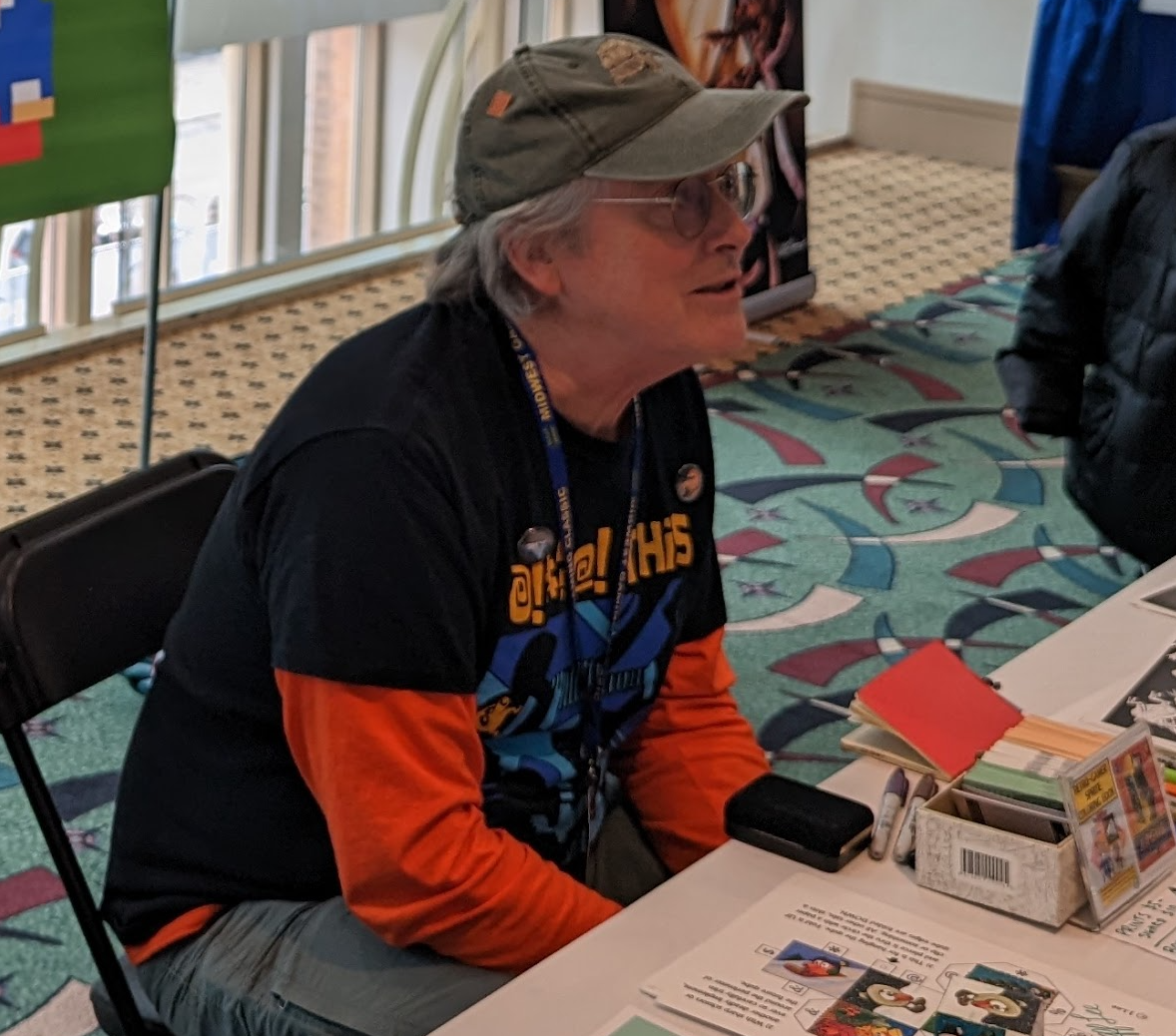
Jeff Lee 2023

Während der Entwicklung von Q*bert entschied Gottlieb, die Videospielentwicklung von Bensenville nach Northlake umzuziehen, wo die Firma die Flipperautomaten entwickelte. Danach erhielt Davis einen Spielautomatenprototypen für sein Cubes Game, wodurch seine Kollegen eine Spielerfahrung ähnlich der in einer Spielhalle hatten. Weiterhin wurden die Entwicklungssysteme für die Videospiele durch neue ersetzt, die als Einsteckkarten in IBM-PCs eingebaut waren. Davis schreibt, dass das von ihm entwickelte Spiel zwei Ziele gehabt habe: es habe den Spielern, einschließlich ihm, Spaß machen und dabei ausreichend Umsatz generieren sollen. Das Tuning legt zu diesem Zweck den Schwierigkeitsgrad für die erste Runde des Spiels und die Zunahme des Schwierigkeitsgrades mit den nachfolgenden Runden fest. Dazu wurden Fragen gestellt wie beispielsweise „Wie schnell soll sich jedes Objekt bewegen?“, „Um wie viel sollen sich die Geschwindigkeiten der Objekte von Level zu Level ändern?“, „Wann und wie oft sollen Feinde erscheinen?“ und „Wie soll sich ein Level von seinem Vorgänger unterscheiden?“. Wichtig sei es in diesem Zusammenhang vor allem zu beobachten, wie sich Spieler verhielten, die das Spiel noch nicht kannten.
Eine solche Gruppe bildeten Davis’ Kollegen in Northlake, deren Feedback er auswertete. Feedback, dass der Joystick nicht um 45° gedreht sein und man nicht mit der Spielfigur von der Pyramide fallen sollte, ignorierte Davis. Andererseits beschwerten sich viele Testspieler darüber, dass sich alles zu schnell bewege, woraufhin er sämtliche Objekte zweimal zu Beginn des Spiels verlangsamte. Ein wesentliches Ziel des Tunings war es laut Davis, zukünftig einerseits den Gelegenheitsspieler zu unterhalten, der nur die ersten paar Level übersteht, andererseits einen Spieleexperten herauszufordern. Davis bemerkt, dass unter seinen Testspielern keine Spieleexperten gewesen seien und er daher nicht habe vorhersehen können, wie gut einige Spieler werden würden. Davis nahm deshalb an, dass kein Spieler den sechsten Level erreicht, so dass sich nach dem fünften Level das Tuning und die Anzeige der Levelnummer mit Erreichen der „9“ nicht mehr ändern.
Der Vorschlag von Davis’ Kollegen Rick Tighe, einen elektromechanischen „Klopfer“ am Boden des Spielautomaten einzubauen, der, nachdem die Spielfigur von der Pyramide gefallen ist, deren Aufschlag auf den Boden simuliert, wurde umgesetzt. Da der auch in Flipperautomaten eingebaute Klopfer ein Geräusch wie das Klopfen auf Holz machte, Davis aber den Aufschlag eines Kartoffelsacks hören wollte, wurde zunächst ein Stück Schaumstoff am Gehäuse des Spielautomaten angebracht, um das Geräusch zu dämpfen. Laut Gottliebs Management hätte das Anbringen des Schaumstoffs die Produktionskosten eines Spielautomaten um 15 US$ erhöht, so dass der Schaumstoff letztlich doch weggelassen wurde. Der Klopfer ließ sich über einen DIP-Schalter deaktivieren.

### Namensgebung
Nach Abschluss der Implementierungs- und Tuningphase begann Davis nach einem Namen für sein Spiel zu suchen. Da die Spielfigur Empathie beim Spieler auslöste, stand fest, dass der Name des Spiels mit dem der Spielfigur übereinstimmen würde. Howie Rubin – Direktor Geschäftsentwicklung bei Gottlieb – schlug „@!#?@!“ als Namen vor, den alle anderen für ungeeignet hielten. Dennoch wurden später einige Testspielautomaten mit „@!#?@!“ als Namen auf dem Gehäuse hergestellt. Davis notierte über 50 weitere Namensvorschläge seiner Kolleginnen und Kollegen, fand aber alle unbefriedigend. Schlussendlich wurde eine Besprechung mit ihm und einigen seiner Kollegen, darunter Rubin, Waxman und Lee, einberufen, um einen Namen für das Spiel zu finden. Als nach mehreren Stunden alle Teilnehmer ausgelaugt waren, schrieb jemand „HUBERT“ an das Whiteboard, da es zur Spielfigur passe und wie „Cubes“ klinge, woraus jemand anders dann „CUBERT“ machte. Als Nächstes folgte „Q-BERT“, anschließend „Q-bert“. Zum Schluss änderte Jeff Lee den Bindestrich in einen Stern ab: „Q*bert“. Damit stand der Name des Spiels und der Spielfigur fest.
Als Davis’ Kollege Tim Skelly später bei Gottlieb jemand Q*bert spielen sah, rief er „Hey, you noser!“, was Q*bert den Spitznamen „Noser“ einbrachte und anschließend zur Überschrift „Welcome to the Noser Elite!“ für die Highscore-Tabelle führte.

### Erprobung
Im Anschluss wurden vom Künstler Terry Doerzaph die vorläufigen Illustrationen der Testspielautomatengehäuse entworfen. Auf diesen sind neben dem Joystick auch Q*berts Feinde abgebildet, deren Namen Lee wählte: „Coily“ für die spulenförmige Schlange; „Slick“ und „Sam“ stamme von „spick-and-span“ ab; der Ursprung von „Ugg“ sei unbekannt, „Wrong-Way“ bezeichnet das Laufen auf den vertikalen Würfelseiten. Damit produzierte Gottlieb Testspielautomaten, um die Reaktion der Öffentlichkeit auf das Spiel zu beurteilen. Dies geschah mit Feldtests und Fokusgruppen.
Um das Umsatzpotenzial der Spielautomaten einzuschätzen, wurden von den Vertriebsfirmen Feldtests gefordert, die mehrere Wochen dauerten. Hierfür stellte Gottlieb die Testspielautomaten unter anderem in Spielhallen, Bars und Bowling-Anlagen in Chicago auf. Davis besuchte diese Orte, um Q*bert-Spieler zu beobachten, und bezeichnet die Erfahrung als nervenaufreibend. Er sah, dass anfänglich die Spieler, darunter auch Kinder, sich gegenseitig beobachteten und voneinander lernten. Da viele Spieler am Anfang nur kurz auf der Pyramide überlebten, habe er die Anfangsrunden von Q*bert verlangsamt und vereinfacht.
Fokusgruppen bestanden aus zufällig ausgewählten Teilnehmern, einschließlich Kindern mit ihren Eltern, um Q*bert in einem Konferenzraum mit halbdurchlässigem Spiegel zu spielen. Dahinter saßen Davis und Gottliebs Manager, um die Spieler zu beobachten und zu hören. Nach dem Probespielen von Q*bert wurden die Teilnehmer befragt und mit ihnen das Spielerlebnis diskutiert. Angesprochen von den Probanden wurden dabei der diagonal verbaute Joystick; wie einfach es wäre, mit Q*bert von der Pyramide zu fallen; und eine durch die Escher-Illusion invertiert erscheinende Pyramide, bei der die Würfel auf dem Kopf zu stehen scheinen. Davis fiel auf, dass Spieler, die Q*bert offensichtlich genossen hatten, im Anschluss Kritik am Spiel übten. Er führt dies auf das menschliche Verhalten zurück, Kritik zu üben, wenn die Möglichkeit dazu bestünde. Davis folgerte daraus, dass das von ihm beobachtete Spielerverhalten ausschlaggebend wäre. Im Ergebnis verlangsamte er Q*bert am Anfang erneut.

### Gehäusedesign
Als die Produktion der Q*bert-Spielautomaten näher rückte, musste das Gehäusedesign finalisiert werden, wozu jedes Detail innerhalb der Firma diskutiert wurde. Die Illustrationen und Form des Gehäuses wurden festgelegt. Die Fläche unterhalb des Bildschirms mit den Bedienelementen wurde schräg angebracht, damit niemand Getränke auf diese stellen könnte. Da Spieler dort Vierteldollar-Münzen ablegten, wurde die Fläche mit einer Lippe versehen, damit die Münzen nicht abrutschen. Aufgrund einer möglichen Spiegelung der Deckenbeleuchtung auf dem Bildschirm wurde das Oberteil des Gehäuses nach vorne verlängert.

## Produktion und Vermarktung
Im Oktober 1982 lief die Fertigung der früher entwickelten Reactor-Spielautomaten aus und wurde für die Q*bert-Spielautomaten vorbereitet. Der Verkauf der Reactor-Spielautomaten war unter den Erwartungen von Gottliebs Management geblieben. Die sich anschließende Fertigung der Q*bert-Spielautomaten lastete die Fertigungskapazität für mehrere Monate aus, so dass ein Stellenabbau in der Fertigung vermieden werden konnte. Auch war es der Firma Gottlieb damit möglich, ihre Investition in den Aufbau einer eigenen Entwicklung und Produktion von Videospielautomaten gegenüber ihrer Muttergesellschaft Columbia Pictures zu rechtfertigen, die kurz zuvor von der Coca-Cola Company gekauft worden war.
Der Q*bert-Spielautomat wurde offiziell im November 1982 auf der Messe der AMOA (Amusement and Music Operators Association) veröffentlicht. Q*bert war Gottliebs vierte Veröffentlichung eines Videospielautomaten nach den beiden lizenzierten japanischen Automatenspielen New York! New York! und No Man’s Land sowie der Eigenentwicklung Reactor von Davis’ Kollegen Tim Skelly. Gottlieb war dominierend im Flipperautomatengeschäft und deshalb erst relativ spät im Jahr 1980 in die Herstellung von Videospielautomaten eingestiegen und hatte damit bisher nur mäßigen Erfolg. Dies änderte sich mit Q*bert.
Gemäß Davis hätten auf der Messe viele Besucher die Q*bert-Spielautomaten umringt und an ihnen enthusiastisch gespielt. Gottliebs Vertrieb habe dort potentiellen Käufern Schätzungen des Gewinns vom Betrieb eines Q*bert-Spielautomaten präsentiert. Beispielhaft schätzte Gottlieb basierend auf den Einnahmen an 31 Standorten pro Spielautomat im ersten Jahr einen Vorsteuergewinn von 3725 US$. Hierbei wurde ein Wertverlust des Spielautomaten von 1600 US$ angesetzt. Da Gottlieb einen Spielautomaten für 2600 US$ verkaufte, ergab sich daraus eine Vorsteuerkapitalrendite (ROI) von 143 %. Am Ende der Messe sei Gottliebs Management mit dem Verkaufsergebnis zufrieden gewesen, was Davis damit begründet, dass sich Q*bert von allen anderen Spielen abgehoben, bereits lokale Fans gehabt und überzeugende Ergebnisse bei den Einnahmen habe vorweisen können. Ende 1982 erschienen die ersten Q*bert-Spielautomaten in der Fläche.
Q*bert wurde in der Bundesrepublik Deutschland von der Hamburger Firma NOVA-Apparate und in Japan von Konami und Sega vertrieben.
Gottliebs höheres Management sah für Q*bert einen Erfolg voraus, so dass Gottliebs Marketingabteilung mehr als 140 Lizenzen für die Herstellung von Q*bert-Fanartikeln wie Frisbeescheiben, Sammelfiguren, Plüschtiere, Brettspiele, Kartenspiele, T-Shirts, Taschen, Miniaturspielautomaten, Stifte, Behältnisse und Aufziehspielzeug vergab, die zeitnah nach der Veröffentlichung angeboten wurden.
Nachdem die Coca-Cola Company mit Columbia Pictures auch Gottlieb kaufte, gab Coca-Cola eine spezielle Q*bert-Version in Auftrag, um damit Werbung für deren Mello-Yello-Softdrink zu machen. Dafür zeichnete Lee das Mello-Yello-Logo und Davis integrierte es in den Startbildschirm. Zusätzlich enthält diese Q*bert-Version eine Animation, die jeweils nach einigen Runden zeigt, wie Q*bert auf einer Scheibe zu einer Mellow-Yellow-Dose fliegt, in der ein Strohhalm steckt. Als Nächstes trinkt Q*bert mit seiner am Strohhalm angesetzten Nase. Davis erstellte ein ähnliches Tie-in für 7-Eleven und verwendete dessen Animation in neutraler Form in FHMC Q*bert. In dieser verlängert sich allerdings Q*berts Nase zu einem Strohhalm.

## Aufbau und Funktionsweise des Spielautomaten
In das aufrecht stehende Sperrholzgehäuse des Spielautomaten ist ein geneigter Bildschirm eingebaut, der das Spielgeschehen zeigt und vom Spieler stehend und nach unten blickend betrachtet wird. Das sich darüber befindliche Oberteil des Spielautomaten verhindert Spiegelungen auf dem Monitor und erhöht durch eine hinterleuchtete Illustration die Spielerfahrung. Im Oberteil ebenfalls verbaut ist ein Lautsprecher für die Tonausgabe. Vor dem Bildschirm befindet sich ein Pult mit den Bedienelementen für den Spieler. Dazu gehören ein Vier-Wege-Joystick zur Steuerung der Spielfigur und zwei Tasten, um die Anzahl der Spieler einzustellen. Unterhalb des Pultes befinden sich zwei Münzeinwürfe. In der Gehäuserückseite ist ein Netzschalter und auf mittlerer Höhe eine Tür zur Wartung des Automateninneren eingelassen.
Die im Gehäuseinneren untergebrachten Platinen enthalten verschiedene Baugruppen: eine 16-Bit-Computerplattform zur Ausführung des Spiels, eine Grafikerzeugung mitsamt Ansteuerung für die Bildröhre, eine Soundkarte zur Geräusch- und Spracherzeugung und zwei Netzteile. Ferner befinden sich innerhalb des Gehäuses ein Bedienfeld mit einem Lautstärkeregler und der Möglichkeit, Hardwaretests des Automaten auszulösen. Hinzu kommen der Münzzähler und ein „Klopfer“, der zur mechanischen Geräuscherzeugung verwendet wird. Alle Platinen durchliefen während des Produktionszeitraums mehrere Revisionen.
Neben der aufrecht stehenden Gehäuseform gab es auch Varianten in Tischform, an denen sitzend gespielt werden konnte. Diese für Bars gedachten sogenannten Cocktail-Gehäuse besaßen eine Tischplatte aus Glas, unter der der Bildschirm untergebracht war. Spielten zwei sich gegenüber sitzende Spieler abwechselnd, drehte sich die Bildausgabe entsprechend. Dieses Feature konnte über einen Schalter aktiviert werden und erforderte somit keine modifizierte Spielsoftware in einem eigenen Festwertspeicher (ROM).

### Computerplattform
Die Steuerung des gesamten Spielgeschehens übernimmt eine von Gottlieb entwickelte 16-Bit-Computerplattform mit einem 8-Bit-Datenbus. Dieses GG-III Video System basiert auf dem 8088-Mikroprozessor von Intel mit einer Taktfrequenz von 5 MHz. Es enthält 24 KB Festwertspeicher (ROM) zur Speicherung von Programmdaten und Präsentation audiovisueller Inhalte von Q*bert. Weiterhin stehen 8 KB Arbeitsspeicher (RAM) zur Zwischenspeicherung von Daten zur Verfügung. Ein Teil dieses RAMs ist batteriegepuffert, so dass darin enthaltene Statistiken und Konfigurationseinstellungen beim Ausschalten des Automaten nicht verloren gehen.

### Grafik
Für die Erzeugung des farbigen Bildes, das aus 256 × 240 Pixeln aufgebaut ist, stehen zwei Bildgeneratoren zur Verfügung, die jeweils aus elektronischen Standardbauteilen wie Speicherchips (Video-RAM) und Logikgattern aufgebaut sind. Der Hintergrundgenerator setzt das Hintergrundbild aus 32 × 30 Zeichen zusammen, die jeweils aus 8 × 8 Pixeln bestehen. Die grafischen Inhalte dieser Zeichen sind im Festwertspeicher in Form von Zeichensätzen hinterlegt. Der Vordergrundgenerator kopiert dann gemäß vorgegebenen Überlappungsregeln bis zu 62 voneinander unabhängige Grafikobjekte mit einer Größe von jeweils 16 × 16 Pixeln über das Hintergrundbild, die Pyramide. Beispielsweise sind alle beweglichen Bildschirmobjekte wie etwa die Spielfigur und ihre Feinde aus solchen Sprites aufgebaut. Ebenso wie beim Hintergrundbild sind ihre grafischen Daten im ROM des Systems enthalten. Die eigentliche Bilderzeugung geschieht durch weitere elektronische Baugruppen, die die Grafikdaten aus dem Video-RAM und ROM auslesen und in entsprechende Videosignale für den Monitor umwandeln.

### Ton
Die Ausgabe der Audiosignale wird von einer ebenfalls im Automaten verbauten Soundkarte gesteuert, auf der sich ein MOS-6502-Mikroprozessor mit einer Taktfrequenz von 894 kHz befindet. Dieser steuert die Erzeugung von Sprache durch einen speziellen Synthese-Chip vom Typ Votrax SC-01A. Wegen des mit 4 KB nur begrenzt zur Verfügung stehenden Festwertspeichers werden Geräusche durch den Mikroprozessor mithilfe eines Digital-Analog-Wandlers synthetisiert. Dafür sind zusätzlich 128 B Arbeitsspeicher im zum Mikroprozessor passenden MOS-6532-Chip vorhanden.

## Rezeption

### Verkaufszahlen
John Newcomer, Entwickler von Joust, schätzt, dass mehr als 22 000 Q*bert- wie auch Joust-Spielautomaten verkauft wurden. Damit erzielte Q*bert einen Umsatz von schätzungsweise 57,2 Millionen US$ (entspricht im Jahr 2024 rund 175 Millionen US$).

### Kritiken
Im Anschluss an die Messe bezeichnete die US-amerikanische Branchenzeitschrift The Coin Slot in ihrer Januar-Ausgabe von 1983 Q*bert als einen Star der Show und lobte dessen Grafik und Sound. Ein sich anschließender Testbericht in der März-Ausgabe von 1983 derselben Zeitschrift bezeichnet Q*bert als gutes Spiel, kritisiert allerdings den diagonal eingebauten Joystick und das Antwortverhalten Q*berts auf Joystickbewegungen. Positiv wird gewertet, dass es möglich sei, Muster für das Spielen zu entwickeln, was zum Weiterspielen und Experimentieren einlade.
Die italienische Spielezeitschrift Videogiochi rät ebenfalls in ihrer Mai-Ausgabe von 1983 für Q*bert, Spielmuster zu entwickeln. Beispielsweise empfiehlt sie, anfangs an einer Seite der Pyramide bis zu deren unterster Würfelreihe herabzusteigen und dann die dortigen Würfel umzufärben. Auch solle der Spieler sektorweise vorgehen, um nicht zu bereits eingefärbten Würfeln zurückkehren zu müssen. Resümierend sei Q*bert ein originelles Spiel, das Logik und Reflexe erfordere. Zum Sound schreibt die Zeitschrift Vidiot in ihrer April-Mai-Ausgabe von 1983, dass Q*berts fortwährendes Sprunggeräusch ein hypnotisierender Puls sei. Stünden zwei Q*bert-Spielautomaten nebeneinander, könne die entstehende Geräuschkulisse verwirrend wirken, so dass Spieler mit Q*bert von der Pyramide fallen.
Vor der Messe der AMOA Ende Oktober 1983 wurde Q*bert von der Branchenzeitschrift Cash Box neben Spielen wie Pole Position, Ms. Pac-Man und Donkey Kong in der Kategorie „am meisten gespieltes Automatenspiel“, gemessen am erzielten Umsatz, nominiert.
In der Oktober-November-Ausgabe von 1983 der deutschen Spielezeitschrift TeleMatch belegt Q*bert den siebten Platz in einer auf einer Leserumfrage basierenden Liste der beliebtesten Videospielautomaten. Weiterhin kürte die US-amerikanische Spielezeitschrift Electronic Games in ihrer Januar-Ausgabe von 1984 Q*bert zum innovativsten Automatenspiel des Jahres und betonte das unverbrauchte Spielprinzip.
Davis schreibt, dass er indifferent hinsichtlich der positiven Kritiken gewesen sei, da Gottlieb seine angestellten Entwickler nach außen abgeschirmt habe, indem deren Namen nicht in Videospielen genannt werden durften. Damit habe Gottlieb das Abwerben von Talent verhindern wollen. So mussten auch in einem auf Interviews bei Gottlieb und Williams Electronics basierenden Artikel von Neil Tesser in der April-Ausgabe von 1983 der Spielezeitschrift Video Games die Namen von Davis, Lee und Thiel durch die Pseudonyme „D. Ziner“, „R. Teeste“ und „J. Walkman“ ersetzt werden. Im Gegensatz zu Gottlieb erlaubte Williams in dem Artikel die Nennung von John Newcomer als Entwickler von Joust. Nachdem Gottliebs Management für diese Haltung eindringlich kritisiert worden sei, habe Davis seinen und die Namen von Lee und Thiel in dem unveröffentlichten Spiel FHMC Q*bert nennen dürfen.

### FHMC Q*bert
Einige Wochen nach der Veröffentlichung von Q*bert erreichten Davis Berichte, dass einige wenige Spieler das Spiel über Stunden mit dem Einwurf nur einer Vierteldollar-Münze spielen würden. Davis war bereits besorgt, dass ein Spieler überhaupt den fünften Level für einen Vierteldollar erreichen würde, da Betreiber Spielautomaten mit geringem Umsatz ersetzten. Er geriet in Panik und nahm an, dass Q*bert einen schnellen Tod sterben würde. Dies veranlasste ihn, Q*bert zum schwieriger zu spielenden FHMC Q*bert (Faster, Harder, More Challenging Q*bert) weiterzuentwickeln. So hat FHMC Q*bert einen schnelleren Spielablauf und die Level sind schwieriger zu absolvieren. Weiterhin bewegen sich beispielsweise die Scheiben am Rand der Pyramide nach oben und Slick und Sam färben die Würfel mit einem neuen Muster ein, das nur von Coily und einer neuen Feindin Q*bertha, die sich ähnlich wie Coily verhält, wieder entfernt werden kann. Davis war von seiner Weiterentwicklung überzeugt, die Betreibern günstig als Umrüstsatz für einen Q*bert-Spielautomaten hätte verkauft werden können. Allerdings verlief der Feldtest von FHMC Q*bert enttäuschend. Außerdem sei der mit Q*bert erzielte Umsatz immer noch signifikant gewesen und nur wenige Spieler hätten die höheren Level von Q*bert erreicht. Dies hatte zur Folge, dass FHMC Q*bert nicht veröffentlicht wurde.
Die Testspielautomaten für FHMC Q*bert besaßen eine experimentell modifizierte Hardware, um Produktpiraterie zu erschweren. Davis berichtet, dass die Hardware amerikanischer Spielautomaten in Asien nachgebaut worden sei und es dort einen Schwarzmarkt für Automatenspiele gegeben habe.

### Nachfolger
Gottliebs Management wollte einen Nachfolger für Q*bert. Howie Rubin und Ron Waxman versuchten Davis für Q*lympics, ein Spiel aus dem Genre Leichtathletik, zu gewinnen, was er ablehnte, so dass Davis’ Kollege Sam Russo mit der Umsetzung dieser Idee begann. Russo kam mit diesem Projekt allerdings nicht über die Konzeptphase hinaus. Auch hatte sich Davis bisher nach der Fertigstellung von Q*bert und FHMC Q*bert keine Gedanken darüber gemacht, welches Videospielthema er als Nächstes angehen würde. Er war der Meinung, dass das umfärbende Springen von Würfel zu Würfel als Gameplay ausgereizt und Q*bert ohne dieses Gameplay eine austauschbare Spielfigur sei. Davis wollte neuen Ideen nachgehen. John Newcomer, der von Williams Electronics zu Gottlieb/Mylstar wechselte, bezeichnet diese Einstellung als bewundernswert, weil zum einen der Entschluss, mit einem Nachfolger ein geringes Risiko eingehen zu wollen, dennoch zu einem großen Risiko werden kann, zum anderen, weil Davis bereit war, etwas Neues auszuprobieren und eine andere Story zu erzählen.
Als Neil Bernstein, seinerzeit ein neuer Mitarbeiter bei Gottlieb, mit einer Idee für ein Q*bert-Spiel auf Davis zukam und ihn bei dessen Entwicklung um Unterstützung bat, stimmte Davis dem zu. Daraufhin entwickelte Bernstein Q*bert’s Qubes. Bei diesem Spiel ändern die Würfel, die im Gegensatz zu Q*bert keine Pyramide bilden, sondern im Raum schweben, nicht ihre Farbe, sondern rotieren in die Richtung des Absprungs von Q*bert. Ziel einer Runde bei dem Spiel ist es im Wesentlichen, so alle Würfel gemäß einer Vorgabe identisch auszurichten. Am Ende macht jedoch nach Meinung von Davis Q*bert’s Qubes nicht so viel Laune wie Q*bert. Gottlieb nannte sich im Jahr 1983 in Mylstar Electronics um, weshalb Q*bert’s Qubes unter dem neuen Herstellernamen veröffentlicht wurde.

### Adaptionen
In den beiden Jahren nach der Veröffentlichung von Q*bert erschienen zahlreiche Spiele, die dessen erfolgreiches Gameplay in abgewandelter Form nachahmten. Das Gameplay besteht laut der März-Ausgabe von 1984 der Spielezeitschrift Video Games darin, dass der Spieler mit seiner Spielfigur zügig auf eine Anzahl von Objekten wie Blöcke oder Stufen springen muss, oftmals in diagonaler Richtung, die beim Auftreffen der Spielfigur ihren Zustand ändern können. Besitzen alle Objekte den vorgegebenen Zielzustand, beginnt die nächste Runde des Spiels. Hierbei jagt üblicherweise ein Feind die Spielfigur, dem sie ausweichen muss, um nicht ein Leben zu verlieren.
Video Games zählt in der gleichen Ausgabe Boing von First Star Software, Frostbite von Activision, Rabbit Transit von Starpath, Juice von Tronix, Mr. Cool von Sierra On-Line und Pharao’s Pyramid von Master Control Software zu den Q*bert-Nachahmern. Dabei wird bemängelt, dass viele der Q*bert-ähnlichen Spiele Steuereingaben kurz speicherten, bevor sie ausgeführt würden, was beispielsweise dazu führen könne, dass der Spieler mit seiner Spielfigur ungewollt aus dem Spielfeld springt. Weitere Q*bert-Nachahmer sind J-Bird von Orion, Q-Bopper von Accelerated Software, Quick Step von Imagic, Flip & Flop von First Star, Pogo Joe von Screenplay und Cubit von Micromax. Im Vereinigten Königreich entstanden die von Q*bert inspirierten Spiele Bouncer von Acornsoft Games, Hubert von Blaby Computer Games, Pogo von Ocean und Spellbound von Beyond.

### Portierungen
Auf der Messe der AMOA im Jahr 1982 erwarb Parker Brothers von Gottlieb eine Lizenz, um Q*bert-Portierungen auf Spielkonsolen und Heimcomputer zu veröffentlichen. An diesen war Warren Davis bis auf das Verfassen eines Dokuments, das die interne Logik von Q*bert beschreibt, nicht beteiligt. Zunächst erschien Ende 1983 eine Version für die Spielkonsole Atari 2600. Zeitgleich bewarb Parker Brothers weitere Portierungen auf die Spielkonsolen ColecoVision, Intellivision, Atari 5200 sowie die Heimcomputer Atari 400/800/600XL, TI-99/4A, Commodore 64 und Commodore VC 20. Die Portierung auf den Commodore 64 erschien im Vergleich zu den anderen verspätet im Jahr 1984. Weitere Portierungen erschienen in Europa von Parker Brothers für die Spielkonsole Philips Videopac G7000 und in Japan von Tsukuda Original für die Spielkonsole Sega Game-1000. Parker Brothers veröffentlichte auch einen Miniaturspielautomaten mit Fluoreszenzanzeige, der später zu einem begehrten Sammlerobjekt wurde.
Die Kritiken der Q*bert-Heimversionen fielen gemischt aus. Dan Persons meint in Video Games, dass die Atari-2600-Version nicht so schlecht sei, wenn sie nicht mit der Automatenversion verglichen werde. Wer sie aufgrund der TV-Werbung kaufe, würde ein wenig enttäuscht sein. Mark Brownstein bemängelt in einer späteren Ausgabe derselben Zeitschrift die Steuerung der Atari-2600-Version und empfiehlt sie lediglich für Spieler, die nur diese Spielkonsole besäßen und Q*bert spielen müssten. Warren Davis sei über diese Version entsetzt gewesen. Levi Buchanan von IGN zählt sie rückblickend zu den zehn schlechtesten Atari-2600-Portierungen, da insbesondere die Feinde bei einer Bewegung verschwänden, um dann auf einem benachbarten Würfel wieder ohne Vorwarnung aufzutauchen. Dies mache das Spiel unfair.
Die ColecoVision-Version erhielt positive Bewertungen. In der Dezember-Ausgabe von 1983 der Spielezeitschrift Electronic Fun with Computers and Games schreibt Marc Berman, dass Liebhaber von ihr nicht enttäuscht sein würden und der Spielwitz von Q*bert die Portierung überstanden habe. Brownstein zählt sie zu den besten unter den lizenzierten Portierungen. Davis äußerte sich beeindruckt von ihr. Die Atari-5200-Version würde laut Brownstein jemanden, der die Automatenversion gut fände, wahrscheinlich nicht enttäuschen. Die Intellivision-Version sei hingegen nicht sonderlich gut und Brownstein empfiehlt, diese vorher auszuprobieren.
David Duberman bezeichnet in der Dezember-Ausgabe von 1983 der Zeitschrift Antic unter den Portierungen auf Heimcomputer diejenige auf die von Atari als eine der besten. Lediglich Q*berts Fluchsound fehle. Arthur Leyenberger kürt diese Portierung in der Januar-Ausgabe von 1984 der Zeitschrift Creative Computing in der Kategorie „Beste Spielautomatenadaption“ zur Zweitplatzierten. Er lobt die Umsetzung von Grafik und Sound, zudem sei die Spielbarkeit fast identisch zur Automatenversion. Derrick Bang sieht die Portierung in der Januar-Februar-Ausgabe von 1984 der Zeitschrift Softline kritischer. Es fehle Q*berts Fluchsound, der Joystick müsse um 45° gedreht werden und die Steuerung habe eine Ansprechverzögerung. Er resümiert, dass diese Umsetzung nicht an den Stil der Automatenversion heranreiche. Sie sei zwar immer noch gut, lasse aber zu wünschen übrig.
Computer Games bezeichnet die Portierung auf den Commodore 64 als hervorragend und nahe an der Automatenversion, wobei Q*berts Fluchsound fehle. Weiterhin vergab Electronic Games für den Miniaturspielautomaten die Auszeichnung „eigenständiges Spiel des Jahres“.
Anfang 1989, rund sechs Jahre nach der Spielautomatenversion, wurde eine Portierung von Konami auf die Spielkonsole Nintendo Entertainment System veröffentlicht. In der August-Ausgabe von 1989 der Spielezeitschrift Electronic Gaming Monthly äußern vier Kritiker, dass Grafik und Sound dieser Portierung bis auf den fehlenden Fluchsound Q*berts nahe am Original seien, wenngleich die Steuerung unpräzise und das Spiel mittlerweile zu alt und monoton sei. In der Januar-Februar-Ausgabe von 1989 der von Nintendo of America verlegten Spielezeitschrift Nintendo Power belegt die Portierung in einer auf einer Leserumfrage basierenden Liste der beliebtesten NES-Spiele den 78. Platz, in der sich anschließenden März-April-Ausgabe den 75. Platz.

### Remakes
Unter der Bezeichnung Q*bert’s Quest wurde das Spiel von Gottlieb im Jahr 1983 auch als Flipperautomat veröffentlicht. Leitender Entwickler bei diesem Projekt war John Trudeau.
Anfang 1992 erschien Q*bert for Game Boy von Jaleco. Diese Variante besitzt neben der Pyramide noch andere Spielfelder wie ein Hexagon oder eine auf dem Kopf stehende Pyramide. Drei Kritiker dieser Variante in der Frühjahrsausgabe von 1992 der Spielezeitschrift Game Informer loben Grafik und Sound, wobei auch Q*berts Fluchsound vorhanden sei. Einmal wird das Antwortverhalten auf Spielereingaben kritisiert.
Ende 1992 wurde das Remake Q*bert 3 für die Spielkonsole Super Nintendo Entertainment System veröffentlicht. Es enthält im Vergleich zu Q*bert neue Feinde und Spielfelder. Die Spielezeitschrift Video Games hebt in ihrer Februar-Ausgabe von 1993 die Nähe dieser Version zum Original hervor, weist aber gleichzeitig auf das abgegriffene Spielprinzip hin. Sie nimmt zusammenfassend für den Spielspaß eine Wertung von 64 % vor.
Ende 1999 wurde von Hasbro ein Remake Q*bert für die Spielkonsole PlayStation von Sony veröffentlicht. In einem Testbericht der Januar-Ausgabe von 2000 der US-amerikanischen Spielezeitschrift PlayStation Magazine bemängelt Kraig Kujawa die irritierende Steuerung und den ermüdenden Spielablauf dieses Remakes, hebt allerdings dessen unterhaltsamen Zweispielermodus hervor. Als Bewertung vergibt er 2,5 von 5 möglichen Punkten. Nahezu zeitgleich erschien das Remake für Microsoft Windows 95/98. In der März-Ausgabe von 2000 der Spielezeitschrift PC Player bemängelt Roland Austinat dessen hohen Schwierigkeitsgrad, weist aber auf den neu enthaltenen Abenteuermodus hin. Er bewertet den Spielspaß mit 68 von 100 Punkten. Ende 2000 wurde eine Dreamcast-Version des Remakes veröffentlicht. Ethan Einhorn rügt in der März-Ausgabe von 2001 der US-amerikanischen Spielezeitschrift Electronic Gaming Monthly die Steuerung dieses aus seiner Sicht sonst respektablen Remakes. Kevin Rice meint ergänzend in der Mai-Ausgabe von 2001 der Spielezeitschrift Next Generation Magazine, dass es einfach sei, unbeabsichtigt aus dem Spielfeld zu fallen. Außerdem sei der Abenteuermodus nicht ausgereift. Er vergibt für das Remake 2 von 5 Punkten.
Das im Jahr 2000 erschienene Remake für den Game Boy Color basiert auf einer Portierung der Spielautomatenversion auf diesen, die von Paul Chinn mithilfe von Reverse Engineering programmiert und als Freeware veröffentlicht wurde. Darauf wurde der Rechteinhaber aufmerksam gemacht, woraufhin Paul Chinn seine Portierung für diesen unter Vertrag zu dem kommerziellen Remake weiterentwickelte.
Im Jahr 2007 veröffentlichte Sony ein Remake mit hochauflösender Grafik für seine PlayStation 3. Jeremy Dunham von IGN bemängelt dessen Steuerung und sieht darin ein generelles Problem aller Q*bert-Varianten. Nach seiner Einschätzung begrenze dies den Spielspaß auf maximal zwei Stunden.
Im Juli 2009 erschien Q*bert von Sony Pictures Television für das iPhone von Apple.
Im Jahr 2014 erschien Q*bert Rebooted unter einer Lizenz von Sony Pictures Entertainment zunächst für die Steam-Plattform. Später folgten Veröffentlichungen für Spielkonsolen wie die PlayStation 4. Cameron Woolsey von GameSpot vergibt für das Remake die Bewertung „schlecht“. Er kritisiert beispielsweise die inkonsistente Grafik und die unpräzise Steuerung, mit der die Spielfigur über hexagonale Flächen bewegt werden müsste. Auch sei der Schwierigkeitsgrad meistens niedrig, wobei anspruchsvolle Phasen ab und zu auftauchten.
Im Oktober 2019 veröffentlichte Sony Pictures Entertainment das von Lucky Kat entwickelte Remake Q*bert für mobile Geräte mit den Betriebssystemen Apple iOS oder Google Android.

### In anderen Medien
Im Jahr 1983 berichteten Medien, die sich an eine breitere Leserschaft richten, über Q*bert. Beispielsweise posiert John Cougar, später als John Mellencamp bekannt, in der April-Mai-Ausgabe von Vidiot vor einem Q*bert-Spielautomaten als „Vidiot des Monats“. Die US-amerikanische Tageszeitung USA Today stellt das Spiel im April desselben Jahres in einem Kurzbericht „über was die Leute reden“ vor. Die US-amerikanische Frauenzeitschrift Glamour preist Q*bert in ihrer August-Ausgabe von 1983 als gewaltfreies Spiel und Pac-Man-Alternative an. Im selben Monat schreibt das Magazin The New Yorker in einer Kolumne über Q*bert.
Q*bert ist Teil der Zeichentrickserie Saturday Supercade zusammen mit Freundin Q*tee, Bruder Q*bit und Freunden Q*val, Q*ball und Q*mongus. Die Folgen mit Q*bert waren ab Herbst 1983 in zwei Staffeln rund ein Jahr lang zu sehen. Q*bert hat darin Arme und trägt Jacke und Sneaker. Warren Davis bemerkt hierzu, dass weder er noch Gottlieb an dem Projekt beteiligt gewesen seien. Auch hätten er und seine Kollegen Q*berts Auftritt in der Serie für lächerlich gehalten. Neben Q*bert kommen dort in separaten Segmenten Charaktere aus den Videospielen Frogger, Donkey Kong, Donkey Kong Jr., Pitfall!, Space Ace und Kangaroo vor.
In dem im Jahr 1984 erschienenen Kinofilm Moskau in New York spielt Robin Williams in der Rolle von Vladimir Ivanov an einem Q*bert-Spielautomaten. Als er mit Q*bert von der Pyramide fällt, wird dies in einer Nahaufnahme gezeigt. Da Columbia Pictures den Film produzierte und dabei die Rechte an Q*bert besaß, war dafür keine Lizenz nötig.
In der im Jahr 2009 erschienenen Episode Im Namen des Großvaters der Zeichentrickserie Die Simpsons besichtigen Bart, Lisa und Marge den Giant’s Causeway in Irland. Bart und Lisa werden dann von Marge auf einem Felsen verfolgt, der dem Spielfeld von Q*bert ähnelt.
In dem im Jahr 2012 veröffentlichten Kinofilm Ralph reichts hat Q*bert einen Gastauftritt. Im Kinofilm Pixels aus dem Jahr 2015 spielt Q*bert eine Nebenrolle.

### Akademische Rezeption
Die Portierung von Q*bert auf die Spielkonsole Atari 2600 wurde für eine wissenschaftliche Arbeit von Patryk Chrabaszcz, Ilya Loshchilov und Frank Hutter im Rahmen des Maschinellen Lernens herangezogen. Die Autoren berichten darin, dass das verwendete KI-System zwei Wege gefunden habe, einen hohen Punktestand bei dieser Q*bert-Variante zu erzielen, wobei einer der beiden einen Programmfehler ausnutze, was allerdings nicht immer gelinge.